# 尼泊尔共产党 (布玛)
尼泊尔共产党 (布玛)，正式名称是尼泊尔共产党，是尼泊尔历史上的一个共产主义政党。1962年尼泊尔共产党分裂后，该党出现。它的主要领导人凯萨尔·荣·雷亚马吉曾是尼泊尔共产党的秘书长。

## 历史
1966年，该党组织了一次“第三次中央会议”，与会者有17个尼泊尔地区的代表，会议修改前尼泊尔共产党党章，采用“国家民主”作为党章；会议指出，尼泊尔国家的皇室已经收买了民主力量，并呼吁与尼泊尔大会党建立一个统一战线；此外，会议号召举办一次党代会。
1967年，该党在加德满都召开“第三次党代会”，会议表示，苏联是社会主义的国际中心，并谴责中华人民共和国的社会主义道路，会议呼吁在尼泊尔进行和平的政治斗争，并谴责武装斗争的理念是“冒险主义”。
该党能够维持其团结到1979年，然而，在“党如何参与村务委员会系统”的问题上出现了激烈的辩论，1976年，这个争端加剧了，当时，尼泊尔国王修改了尼泊尔宪法。1979年的人民运动，引起学者之间的明显差异反应，曼南达尔（Manandhar）呼吁参与反政府抗议活动，并指责雷亚马吉偏袒现状。雷亚马吉担任“保皇派”，因为他的国会会员资格由尼泊尔国王任命。1981年，曼南达尔的追随者脱离出来，形成了自己的尼泊尔共产党。在中情局的影响下，雷亚马吉成了持不同政见者。
Rayamajhi角逐1981年村务委员会选举，候选人超过50岁，他们中没有一个当选。
2年后，Rayamajhi-led尼共举行了第五次党代会，选举了新的党主席和秘书长。不久之后第五次党代会，党内出现分歧。
1983年9月，在党代会会议上，雷亚马吉被开除出党，雷亚马吉的追随者重整旗鼓，重建尼共。雷亚马吉离开之后，该党被称为“尼泊尔共产党 (布玛)”。
该党对自身做出整顿，并致力于左翼的团结。1990年，它是当时持较温和立场的政党之一。当临时政府和宪法建议委员会成立，尼泊尔共产党 (布玛)被排除在外。 Burma himself contested the Saptari-5 constituency.
1991年的议会选举，它有16698票（0.23%），没有国会议员。
在1991年的议会选举前，它参与组建了尼泊尔共产党（联合）。尼泊尔共产党 (布玛)脱离尼泊尔共产党（联合），重新建立自己的政党。
2001年6月28日，尼泊尔共产党 (布玛)并入尼泊尔共产党（联合马列）。

## 政治立场
尼泊尔共产党 (布玛)支持“民族民主革命”，尼泊尔共产党（布尔马）认为尼泊尔是一个半封建半殖民地国家。
截至1980年代，它被认为是工人、农民、穷人、中产阶级和知识分子的友好对象。尼泊尔共产党 (布玛)认为尼泊尔的主要任务是恢复民主，如言论自由、新闻自由和集会结社自由以及多党制；对于尼泊尔的经济结构，则支持民主、渐进式改革该国的经济；该党对村务委员会系统提出和平斗争，丢弃的武装斗争。
该党的学生是尼泊尔全国学生联合会成员，尼泊尔亚非国家人民团结委员会和尼泊尔苏联友谊和文化协会的合作伙伴。